# Georg Puhm
Georg Puhm (* 25. August 1941 in Zemendorf) ist ein ehemaliger österreichischer Politiker (SPÖ) und Angestellter. Er vertrat die SPÖ von 1977 bis 1996 im Burgenländischen Landtag und war zeitweise 3. Landtagspräsident.

## Leben
Puhm wurde als Sohn von Franz Puhm (gefallen 1942) und Elisabeth Puhm aus Hirm geboren. Er besuchte die Volksschule in Hirm. Nach dem Besuch der Hauptschule in Mattersburg arbeitete er von 1955 bis 1959 als Dreher, zuletzt in Pösching, wo er auch als Betriebsrat wirkte. Politisch war Puhm ab 1956 in der Sozialistischen Jugend engagiert und wurde am 1. September 1969 Sekretär des Österreichischen Gewerkschaftsbundes. Von 1970 bis 1971 besuchte er die Sozialakademie in der Hinterbrühl und stieg am 1. Juli 1975 zum Landessekretär des ÖGB auf.
Puhm lebt in Hirm-Antau und ist verheiratet.

## Politik
Puhm war zudem von 1967 bis 1975 Ortsparteiobmann der SPÖ in Hirm und danach Obmann-Stellvertreter. Des Weiteren war er ab 1967 Gemeinderat sowie Vizebürgermeister in Hirm-Antau und übernahm zwischen 1974 und 1989 das Amt des Bürgermeisters der damals zusammengeschlossenen Gemeinde Hirm-Antau. Puhm gehörte zwischen dem 27. Oktober 1977 und dem 27. Juni 1996 dem Burgenländischen Landtag an. Er war vom 18. Juli 1991 und dem 27. Juni 1996 auch 3. Präsident des Burgenländischen Landtags. 